# Petit-Mars
Pour le lépidoptère, voir Petit mars changeant.
Petit-Mars [pə.ti.maʁ]  est une commune de l'Ouest de la France, située dans le département de la Loire-Atlantique, en région Pays de la Loire. Le village se situe au sein du pays nantais et de la Bretagne historique. Elle se trouve à environ 23 km de route au nord de la ville de Nantes et à 39 km de route au sud de Châteaubriant.

## Toponymie
Le nom de la localité est attesté sous les formes Villa Marcio au IXe siècle, Marz en 1287.
Petit-Mars possède un nom gallo, la langue d'oïl locale : Petit-Mâr ou P'tit-Mâr selon l'écriture ABCD, ou Ptit Mârr selon l'écriture MOGA. En gallo, le nom de la commune se prononce [ptimɑʁ].
Le nom de la commune a été traduit Kervarc'h en breton.

## Géographie

### Situation

#### Localisation
Petit-Mars est situé dans la vallée de l'Erdre, à 20 km au nord de Nantes et 6 km au sud-est de Nort-sur-Erdre.
Plus précisément, la commune se trouve dans l'arrondissement de Châteaubriant-Ancenis et dans ce dernier, au sein du canton de Nort-sur-Erdre.

#### Communes limitrophes
Les communes limitrophes sont les suivantes :

### Relief
Le relief de la commune est marqué par la présence de l'Erdre et de marais à l'ouest dans une zone de faibles altitudes (3 à 6 mètres). Au nord de la commune, l'altitude reste comprise entre 10 et 20 mètres d'altitude, notamment par la présence du ruisseau de la Guinelière qui rejoint le ruisseau du Râteau pour former le Verdier, lequel se jette dans l'Erdre[réf. nécessaire].
Les points culminants de la commune se trouvent à l'ouest et au sud-ouest, avec une altitude maximale de 43 mètres à proximité du lieu-dit de Le Boisabeau[réf. nécessaire].

### Géologie
Le sous-sol de Petit-Mars contient un filon de gneiss, exploité à la carrière de la Pommeraie.

### Hydrographie
La principale caractéristique hydrographique de Petit-Mars est l'Erdre qui s'écoule à l'ouest de la commune et forme le lac de la plaine de la Poupinière. À l'est du lac se trouve le marais de Petit-Mars dans lesquels deux petits lacs se trouvent : le mortier noir et le mortier de Paquillès[réf. nécessaire]. Il s'agit d'un site protégé Natura 2000, appelé les marais de l'Erdre qui s'étend le long de l'Erdre en direction de Carquefou.
La limite sud de la commune est formée par le ruisseau de la Déchausserie, qui sépare également le marais de Petit-Mars et celui de Saint-Mars[réf. nécessaire].
Le ruisseau du Tertre rouge et le ruisseau de la Guinelière (continuité du ruisseau de la Marquerie) traversent Petit-Mars d'est en ouest. Ce dernier rejoint le ruisseau de Montagné (lequel avait été rejoint par le Rateau aux Touches) pour former Le Verdier[réf. nécessaire].

### Climat
Pour des articles plus généraux, voir Climat des Pays de la Loire et Climat de la Loire-Atlantique.
En 2010, le climat de la commune est de type climat océanique franc, selon une étude du CNRS s'appuyant sur une série de données couvrant la période 1971-2000. En 2020, Météo-France publie une typologie des climats de la France métropolitaine dans laquelle la commune est exposée à un climat océanique et est dans la région climatique Bretagne orientale et méridionale, Pays nantais, Vendée, caractérisée par une faible pluviométrie en été et une bonne insolation.
Pour la période 1971-2000, la température annuelle moyenne est de 12,1 °C, avec une amplitude thermique annuelle de 13,5 °C. Le cumul annuel moyen de précipitations est de 784 mm, avec 12,4 jours de précipitations en janvier et 6,6 jours en juillet. Pour la période 1991-2020, la température moyenne annuelle observée sur la station météorologique de Météo-France la plus proche, sur la commune de Nort-sur-Erdre à 6 km à vol d'oiseau, est de 12,4 °C et le cumul annuel moyen de précipitations est de 760,4 mm,. Pour l'avenir, les paramètres climatiques de la commune estimés pour 2050 selon différents scénarios d'émission de gaz à effet de serre sont consultables sur un site dédié publié par Météo-France en novembre 2022.

## Urbanisme

### Typologie
Au 1er janvier 2024, Petit-Mars est catégorisée bourg rural, selon la nouvelle grille communale de densité à sept niveaux définie par l'Insee en 2022.
Elle appartient à l'unité urbaine de Petit-Mars, une unité urbaine monocommunale constituant une ville isolée,. Par ailleurs la commune fait partie de l'aire d'attraction de Nantes, dont elle est une commune de la couronne,. Cette aire, qui regroupe 116 communes, est catégorisée dans les aires de 700 000 habitants ou plus (hors Paris),.

### Morphologie urbaine
La commune est composée d'un bourg principal et d'autres lieux-dits, hameaux et écarts listés ci-dessous[réf. nécessaire] :
- Beau-Soleil
- Beaujour
- Le Boisabeau
- Caberger
- la Baudouinière
- la Boissière
- la Bosse
- la Bourdinière
- la Bussonière
- la Charraie
- la Chaussée
- la Chutte
- la Coquinière
- la Foucaudière
- la Furetière
- la Galopinière
- la Gânerie
- la Gautrie
- la Gonterie
- La Guibietière
- la Guinelière
- la Hardière
- la Jarrie
- la Joussière
- la Lorie
- la Maison neuve
- la Marquerie
- la Milleterie
- la Pénoue
- la Pierre
- la Pommeraie
- la Renoulière
- la Riotelière
- la Rivière
- la Robinière
- la Viaudière
- Launay
- le Bois Orient
- le Breil
- le Chalonge
- le Chêne long
- le Haut Plessis
- le Jaunais
- le Lindron
- le Plessis
- le Pont Hus
- le Portail de fer
- le Prateau
- le Rondray
- le Verger
- le Vieux-Bourg
- le Vigneau
- les Bernards
- les Closes
- les Dureaux (parc d'activités des Dureaux)
- les Hardas
- les Portes
- les Rochettes
- les Varennes
- Marque d'Oie

### Voies de communication et transports

#### Transports routiers
La D178 arrive au bourg de Petit-Mars par le sud et se prolonge en direction du nord-ouest, vers Nort-sur-Erdre. La D31, quant à elle, part de la D178 dans le bourg de Petit-Mars et se dirige vers Les Touches. La D223 relie le bourg à Ligné[réf. nécessaire].

#### Transport ferroviaire
La commune de Petit-Mars est à environ 8 km de la gare de Nort-sur-Erdre et à une douzaine de kilomètres de la gare de Sucé-sur-Erdre (sur la ligne Nantes-Châteaubriant)[réf. nécessaire].

#### Transports aériens
L'aérodrome d'Ancenis est la piste la plus proche du bourg de Petit-Mars. Cependant, l'aéroport international le plus proche est l’aéroport international Nantes Atlantique, situé au sud-ouest de Nantes[réf. nécessaire].

## Histoire

### Époque romaine
À l'origine, les marais étaient recouverts par la forêt de Mars, que les Romains défrichent afin d'établir leur camp nord pour surveiller la cité des Namnètes. Les restes enfouis d'un hippodrome et d'un théâtre romain ont d'ailleurs été découverts sur la commune à la fin du XIXe siècle. Ces monuments dateraient de l'époque du l'empereur Hadrien (IIe siècle).

### Moyen Âge
Née vers l'an 1000 autour du château des seigneurs de « Marz », la bourgade de l'époque est aujourd'hui représentée par le « Vieux Bourg », situé à environ 1,5 km à l'ouest du bourg actuel. Outre le contrôle de la terre protégée par des endroits fortifiés (le Pont Hus, la Pommeraye, la Blandinière, le Breil...), les seigneurs de Marz surveillaient également le commerce sur l'Erdre.

### Renaissance

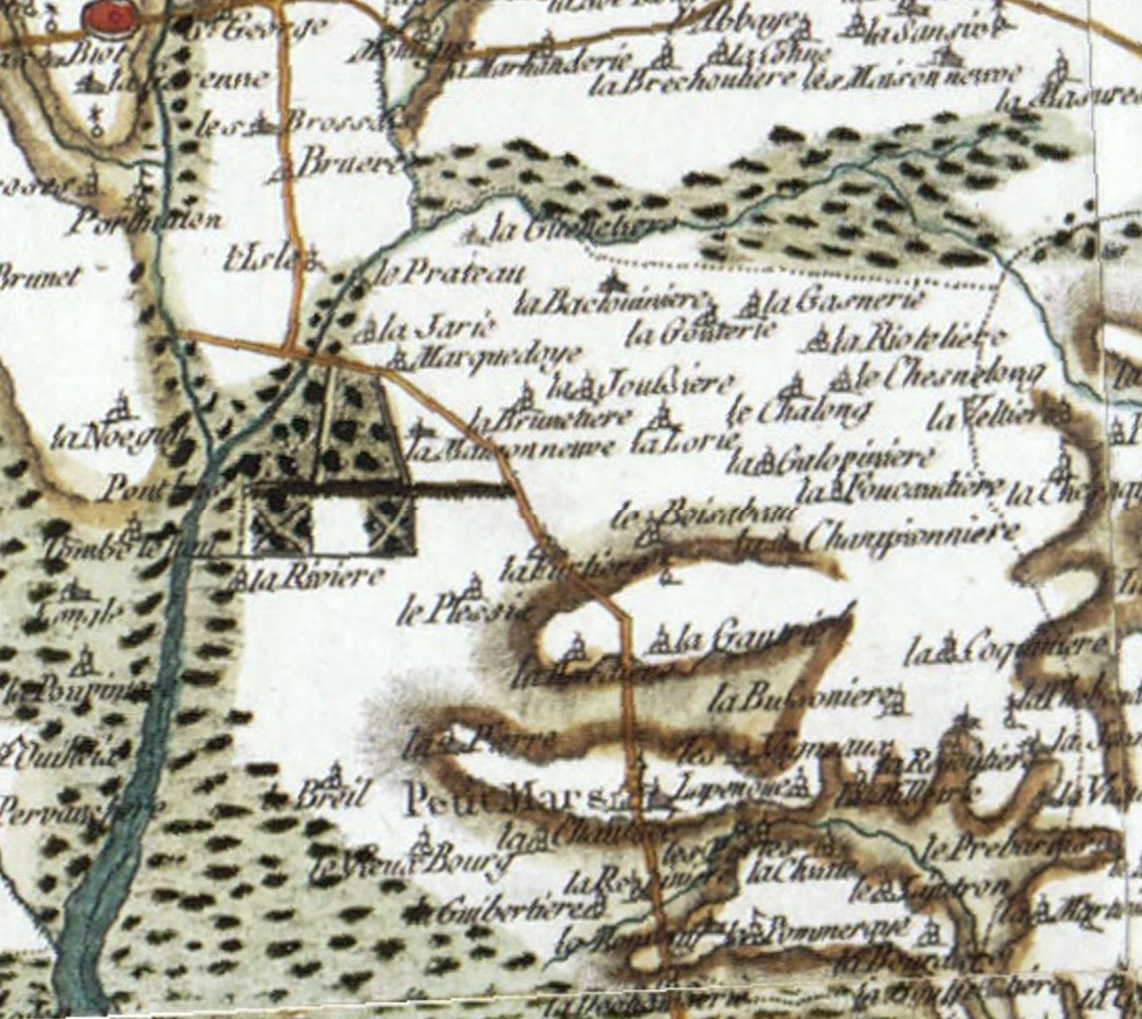
De 1784 à 1787, des levés topographiques ont été effectués dans la région afin d'établir la carte de France. Les Touches sur la carte de Cassini.

Les moyens de communication se modifient faisant perdre à l'Erdre son intérêt : la diligence remplace le coche d'eau, les attelages se substituent aux péniches. L'activité économique se déplace alors vers les axes de circulations routières et donne ainsi naissance en 1649 au nouveau bourg du Petit-Mars.

### XVIIIesiècle
Durant la Révolution, la plupart des terres de la commune dépendaient de la famille de Charette de La Contrie et le Petit-Mars est plutôt attiré chouannerie.

### XIXesiècle
La première pierre de l'église a été posée le 15 décembre 1878, elle fut terminée en 1880, quant au clocher il date de 1900.

### XXesiècle
Aujourd'hui, Petit-Mars voit sa population augmenter du fait de sa proximité avec Nantes Métropole dont les limites sont situées à environ 20 km. Afin de répondre aux besoins cette nouvelle population, de nombreux aménagements ont été réalisés (écoles, salles de sport, bibliothèque, halte garderie, sentiers pédestres et VTT, plan d'eau…).

## Population et société

### Démographie
Selon le classement établi par l'Insee, Petit-Mars est une ville isolée qui fait partie de l'aire urbaine et de la zone d'emploi de Nantes et du bassin de vie de Nort-sur-Erdre. Toujours selon l'Insee, en 2010, la répartition de la population sur le territoire de la commune était considérée comme « peu dense » : 98 % des habitants résidaient dans des zones « peu denses »  et 2 % dans des zones « très peu denses ».

#### Évolution démographique
L'évolution du nombre d'habitants est connue à travers les recensements de la population effectués dans la commune depuis 1793. Pour les communes de moins de 10 000 habitants, une enquête de recensement portant sur toute la population est réalisée tous les cinq ans, les populations de référence des années intermédiaires étant quant à elles estimées par interpolation ou extrapolation. Pour la commune, le premier recensement exhaustif entrant dans le cadre du nouveau dispositif a été réalisé en 2007.

En 2022, la commune comptait 3 865 habitants, en évolution de +7,21 % par rapport à 2016 (Loire-Atlantique : +6,68 %, France hors Mayotte : +2,11 %).
| 1793  | 1800  | 1806  | 1821  | 1831  | 1836  | 1841  | 1846  | 1851  |
| ----- | ----- | ----- | ----- | ----- | ----- | ----- | ----- | ----- |
| 1 247 | 1 035 | 1 095 | 1 197 | 1 345 | 1 260 | 1 355 | 1 400 | 1 415 |

| 1856  | 1861  | 1866  | 1872  | 1876  | 1881  | 1886  | 1891  | 1896  |
| ----- | ----- | ----- | ----- | ----- | ----- | ----- | ----- | ----- |
| 1 441 | 1 422 | 1 421 | 1 382 | 1 400 | 1 374 | 1 414 | 1 374 | 1 361 |

| 1901  | 1906  | 1911  | 1921  | 1926  | 1931  | 1936  | 1946  | 1954  |
| ----- | ----- | ----- | ----- | ----- | ----- | ----- | ----- | ----- |
| 1 392 | 1 362 | 1 290 | 1 143 | 1 104 | 1 068 | 1 084 | 1 013 | 1 055 |

| 1962  | 1968  | 1975  | 1982  | 1990  | 1999  | 2006  | 2007  | 2012  |
| ----- | ----- | ----- | ----- | ----- | ----- | ----- | ----- | ----- |
| 1 062 | 1 086 | 1 204 | 1 800 | 2 309 | 2 438 | 3 269 | 3 388 | 3 520 |

| 2017  | 2022  | - | - | - | - | - | - | - |
| ----- | ----- | - | - | - | - | - | - | - |
| 3 601 | 3 865 | - | - | - | - | - | - | - |

#### Pyramide des âges
La population de la commune est relativement jeune.
En 2018, le taux de personnes d'un âge inférieur à 30 ans s'élève à 38,1 %, soit au-dessus de la moyenne départementale (37,3 %). À l'inverse, le taux de personnes d'âge supérieur à 60 ans est de 17,2 % la même année, alors qu'il est de 23,8 % au niveau départemental.
En 2018, la commune comptait 1 863 hommes pour 1 813 femmes, soit un taux de 50,68 % d'hommes, largement supérieur au taux départemental (48,58 %).
Les pyramides des âges de la commune et du département s'établissent comme suit.
| Hommes | Classe d’âge | Femmes |
| ------ | ------------ | ------ |
| 0,4    | 90 ou +      | 0,3    |
| 3,7    | 75-89 ans    | 4,7    |
| 12,8   | 60-74 ans    | 12,7   |
| 22,5   | 45-59 ans    | 21,6   |
| 21,5   | 30-44 ans    | 23,7   |
| 16,0   | 15-29 ans    | 13,6   |
| 23,1   | 0-14 ans     | 23,5   |

| Hommes | Classe d’âge | Femmes |
| ------ | ------------ | ------ |
| 0,6    | 90 ou +      | 1,8    |
| 6      | 75-89 ans    | 8,6    |
| 15,1   | 60-74 ans    | 16,4   |
| 19,4   | 45-59 ans    | 18,8   |
| 20,1   | 30-44 ans    | 19,3   |
| 19,2   | 15-29 ans    | 17,4   |
| 19,5   | 0-14 ans     | 17,6   |

## Culture et patrimoine

### Lieux et monuments

#### Monuments civils

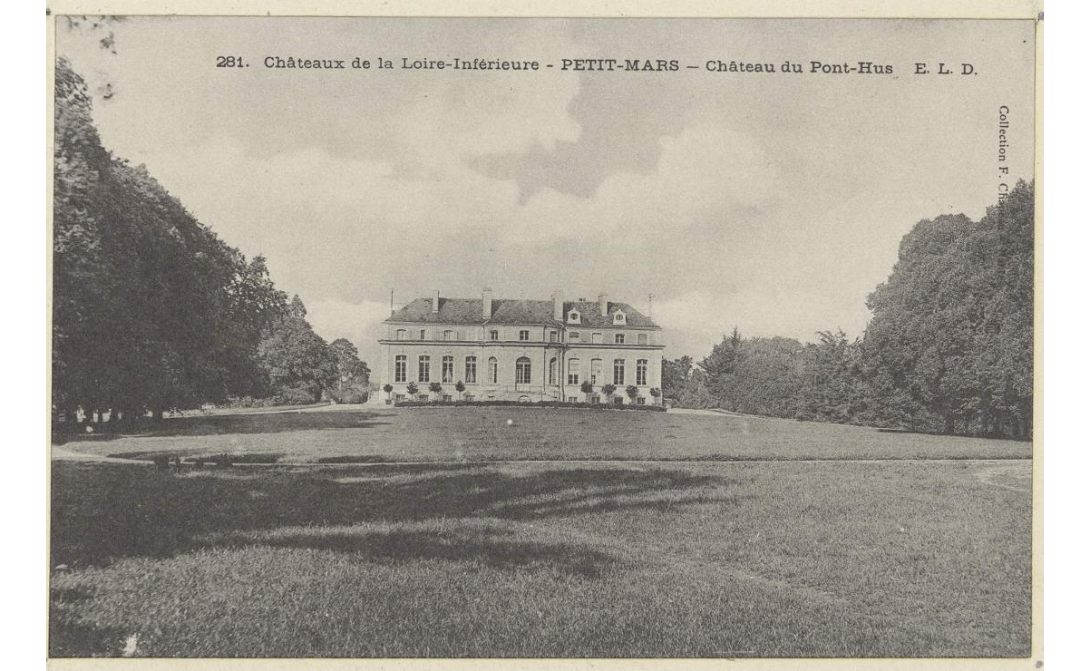
Château du Pont-Hus

- le château du Pont-Hus ou Ponthus (XVIIIe – XIXe siècle). Au XIIIe siècle (vers 1200-1250), en remplacement de l'ancien château féodal édifié en 1070, Hus de La Musse (ou Mure ou Muce) construit une nouvelle forteresse[Note 13].
- le manoir du Breil (XVe-XVIe-XVIIIe-XIXe siècle). Il était jadis un fort bien défendu, avec murs d'enceinte et douves. Propriété successive des familles Tessier-Guinel, de La Tullaye (ou Tullay), Rousseau du Hardaz et de La Lohérie ;
- le manoir de la Pommeraie (XVIe-XVIIIe-XIXe siècle). La Pommeraie est entourée de vieux murs qui cernent deux corps de logis anciens. Le plus massif garde des lucarnes de style Louis XIII. L'autre que l'on prendrait pour un ancien sanctuaire, porte la date de 1647. Il s'agit de la maison natale de Mathurin La Ramée (en 1571) qui deviendra recteur de Saint-Mars-du-Désert. Propriété de la famille Deluyne ou De Luynes (héritiers des Goyon de la Muce Ponthus) du XVIIIe au XIXe siècle et de la famille Cormier au milieu du XIXe siècle ;
- le manoir de la Bouffetière, reconstruit en 1724. On remarque plusieurs entrées monumentales. La chapelle se trouvait jadis à l'angle droit du logis à lucarnes.
- la maison (XVIe siècle), située au Vieux-Bourg. Le corps du logis date du XVIe siècle. Les autres parties de l'édifice sont rajoutées ultérieurement ;
- l'ancien logis de la Chaussée. Propriété de la famille Simon ;
- l'ancien logis de la Giraudière. Propriété de la famille Martineau, puis de la famille Goguet de la Salmonière, alliée à la famille de Bonchamp ;
- l'ancien logis de la Lorie. Propriété de la famille Rouxeau des Fontenelles. La Lohérie est une vieille gentilhommière où vécurent les de Butay, puis les de Brissac et de la Colomberie ;
- la fontaine du Tertre-Rouge. Cette fontaine a pour vertu populaire de guérir la fièvre ;
- le moulin des Rochettes (XIXe siècle) ;
- le moulin de la Bosse (XIXe siècle) ;
- le moulin de Launay ou Jaunay (XIXe siècle) ;
- les anciens moulins du Tertre Rouge, de La Fellière, du Boisabeau ;
- la découverte de silex taillé au lieu-dit Boisabeau (époque néolithique) ;
- la présence de ruine de l'hémicycle d'un théâtre romain (dans la lande de Coussol), ainsi que des tuiles de « Villae » sur les coteaux du Vieux-Bourg (époque romaine). Le théâtre de Coussol, situé dans le pré Attimont, en bordure du marais, est formé de deux murs parallèles dessinant des demi-cercles et le sol descend en pente douce jusqu'au mur de scène ;
- l'hippodrome du Breil. Il s'agit d'un mur circulaire de 70 cm de large, datant de l'époque gallo-romaine ;
- le four (XVIe siècle), situé au Vieux-Bourg. La chapelle Sainte-Catherine, première église paroissiale, démolie vers 1904, se trouvait jadis située à proximité.

#### Monuments religieux

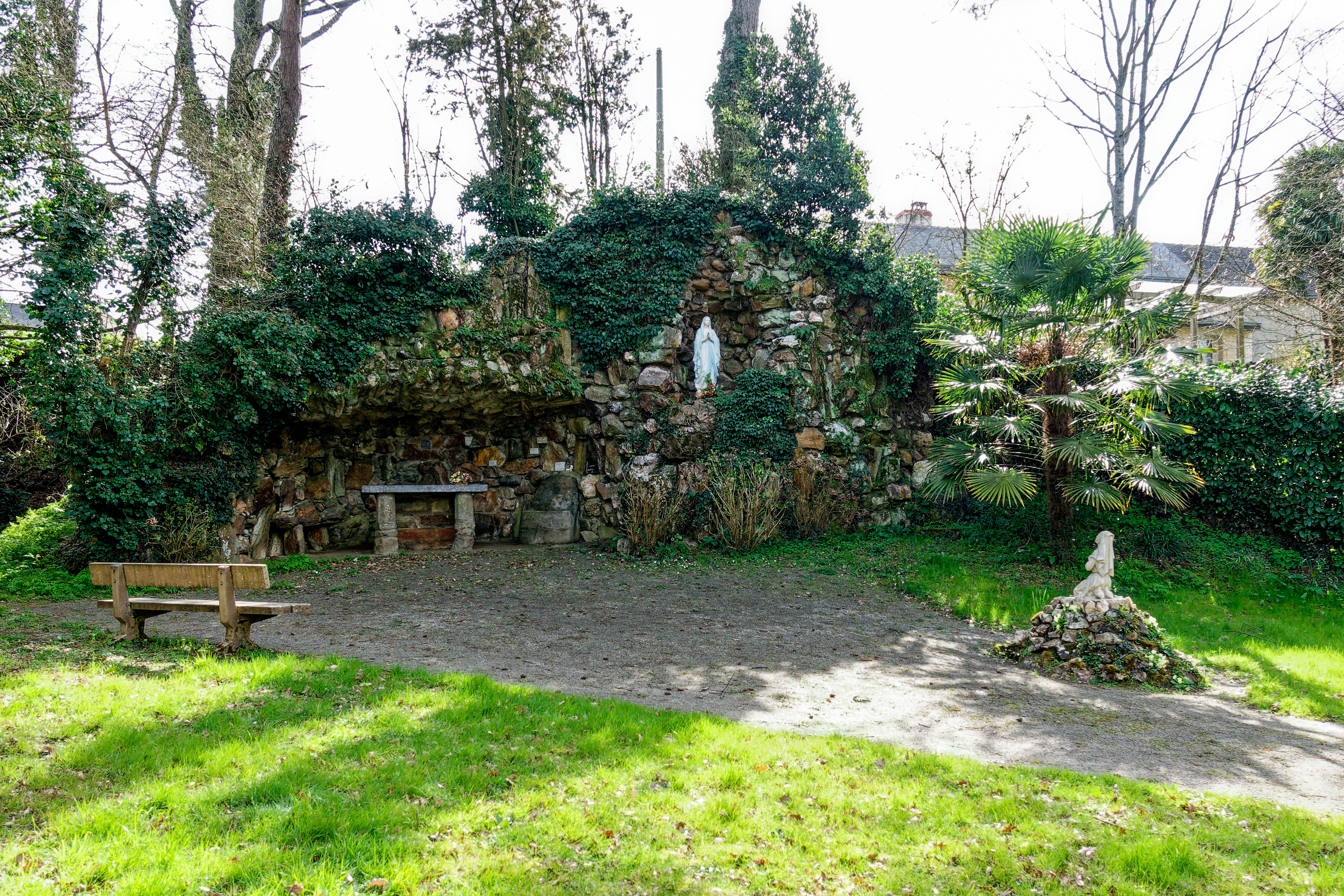
Réplique de la grotte de Lourdes

- l'église Saint-Pierre (1878-1900). La première église paroissiale était située au Vieux-Bourg. Lors du transfert du village vers 1649 aux Vignereaux, la chapelle Notre-Dame de Patience est agrandie pour devenir église paroissiale du nouveau village. Deux cloches sont bénites en 1757 ayant pour parrain et marraine : messire Amaury Goyon de Marcé du Ponthus et dame Charlotte Angier, de Lohéac, marquise de la Chauvelière en Joué. En 1769, a lieu le mariage de Jean Athimon de Carquefou et demoiselle Renée Le Clerc, fille de Thomas Le Clerc et de Renée Simon. En 1785, il y a translation de reliques de la vraie croix, du château du Ponthus en l'église paroissiale de Petit-Mars (il s'agit d'un don fait par messire Amaury de Goyon, la relique ayant été reçue de Rome en 1760). Trop petite, il est alors décidé de construire une nouvelle église : la première pierre est posée le 15 décembre 1878 et l'église est bénite en 1880. Les travaux de l'édifice sont terminés en 1880 et le clocher en 1900. Le clocher est doté en 1901 de trois cloches : la grosse pèse 1 359 kilos, la moyenne pèse 972 kilos et la petite pèse 707 kilos (parmi les noms gravés, ceux de Amaury de Goyon, Émilie de Goyon de Marcé, Alexandrine Courgeon). Le maître-autel, qui date de 1904, est sorti de l'atelier de Monsieur Vallet. À noter qu'en 1668, César de la Musse est maintenu par le roi dans la jouissance des droits de prééminences et de fondation des églises de Ligné, Nort, Petit-Mars et les Touches ;
- le calvaire (XIXe siècle) consacré à la Vierge et situé rue des Acacias. Il marque l'emplacement de l'ancienne chapelle Notre-Dame-de-la-Patience, démolie lors de l'édification de la nouvelle église paroissiale au XIXe siècle ;
- la grotte de Lourdes (1958) située au lieu-dit Les Portes. Une pierre à inscription (datant de 3000 - 5000 av. J.-C.)[réf. nécessaire] est adossée au mur droit intérieur de la grotte. On y trouve, depuis 1959, la pierre tombale de Claude Amaury, seigneur de La Musse.

#### Entreprises
- Le haras de Hus, propriété de Xavier Marie, le fondateurs de la chaîne de magasins Maisons du monde.

### Emblèmes

#### Héraldique
| Blason | Blasonnement : D'argent à la fasce ondée d'azur, accompagnée en chef d'un casque antique de légionnaire romain de gueules accosté de deux mouchetures d'hermine de sable, et en pointe de trois croissants aussi de gueules ordonnés 2 et 1, celui en pointe renversé. Commentaires : La fasce ondée rappelle l'Erdre ; le casque de légionnaire (et non d'officier) fut trouvé dans les marais de la Plaine de Mazerolles où était établie la légion de l'Alouette ; les trois croissants sont armes de Guillaume Chauvin, chancelier du duc François II de Bretagne, et propriétaire à Petit-Mars. Les mouchetures d'hermine évoquent le blasonnement d'hermine plain de la Bretagne, rappelant l'appartenance passée de la ville au duché de Bretagne. Blason conçu par le docteur Thobi, MM. Durivault et Robert Louis (délibération municipale du 17 octobre 1954). |

#### Devise
La devise de Petit-Mars : Égale aux aïeux.

### Personnalités liées à la commune
- Charles Goguet de La Salmonière (1764-1832), officier de l'Armée catholique et royale de Vendée
- Théodore Bivaud (1775-1854), homme politique français
- Jean Pinard, révolutionnaire français, fondateur d'une fabrique de savon sur la commune ;
- Kevin Staut, cavalier français né en 1980, s'étant entraîné aux Haras de Hus, sur la commune.